# كوهنجان (سروستان)
كوهنجان هي مدينة في مقاطعة سروستان، إيران. عدد سكان هذه المدينة هو 3,281 في سنة 2016.